# Pedro Afán de Ribera
Pedro Afán de Ribera, ou Perafán de Ribera (Séville, 1509 – Naples, 2 avril 1571), fut duc de Alcalà et vice-roi de Catalogne et de Naples (12 juillet 1559 - 2 avril 1571).

## Biographie
Après avoir été vice-roi de Catalogne, il fut désigné par le gouvernement de Madrid dirigé par Philippe IIe d'Espagne pour occuper le même poste dans le royaume de Naples, en remplacement du lieutenant-cardinal général Bartolomé de la Cueva de Albuquerque. 
Il se trouva bientôt confronté à une grave famine qui allait encore frapper le royaume à plusieurs reprises dans les années suivantes, ainsi qu'aux épidémies et tremblements de terre, mais il se montra beaucoup plus attentif à réprimer l'hérésie vaudoise qui en Calabre fit plus de 2 000 victimes. 
Sa tentative d'introduire l'Inquisition à Naples fut vaine, à la fois en raison de la vive réaction de la population qui vécut mal les exécutions d'hérétiques qui se sont succédé dans la ville, et grâce à l'intervention décisive de Paolo Burali d'Arezzo, futur archevêque de Naples . 
Il défendit vigoureusement les prérogatives royales contre l'ingérence de l'Église, refusant de publier certains documents conciliaires et la bulle papale In coena Domini, jusqu'à friser l'excommunication et l'interdit de tout le royaume. 
Il tenta de mettre en place une politique rigoureuse vis-à-vis du phénomène de brigandage qui affligeait le royaume, en menant notamment une lutte acharnée contre Marco Berardi  . Il fut fortement détesté par la population en raison également de l'augmentation des taxes et droits de douane. Le bilan de sa vice-royauté fut jugé négatif., 
Il est décédé à Naples le 2 avril 1571 et son corps a été transporté dans sa ville natale de Séville. 
À sa mort, la vice-royauté de Naples a été gouvernée pendant une très courte période par un conseil collatéral dirigé par le marquis de Trevico, avant l'arrivée du nouveau vice-roi, le cardinal Antonio Perrenot de Granvela . 
Il avait au moins un fils naturel, Giovanni de Ribera, archevêque de Valence, béatifié par Pie VI en 1796, et canonisé par Jean XXIII en 1960.

## Note
1. ↑  (it) Fausto Nicolini, « Alcala, Pedro Afan De Ribera duca di in "Dizionario Biografico" », sur treccani.it, 1960 (consulté le 13 avril 2020).
2. ↑  voce Afàn De Rivera, in Enciclopedia Italiana

## Articles associés
- Vice-roi de Naples
- Royaume de Naples